# Убивство Георгія Гонгадзе
Вбивство українського журналіста Гео́ргія Гонга́дзе сталося 17 вересня 2000 року. Його обезголовлене тіло було знайдено 2 листопада 2000 року в Таращанському лісі приблизно в 100 кілометрах від Києва.
28 листопада 2000 року керівник Соціалістичної партії України Олександр Мороз заявив на засіданні парламенту, що має аудіозаписи, які вказують на причетність вищого керівництва України до вбивства Гонгадзе. Ці записи зробив співробітник служби охорони президента Леоніда Кучми, майор Микола Мельниченко. Кучма відкинув звинувачення на свою адресу.
На початку березня 2005 року президент Віктор Ющенко оголосив про розкриття справи Гонгадзе. У червні того ж року генеральний прокурор Святослав Піскун повідомив, що високопоставлені співробітники міліції, звинувачені у вбивстві журналіста, визнали себе винними[джерело?]. 19 грудня 2005 року розпочалось попереднє судове слухання щодо обвинувачених у вбивстві: Валерія Костенка, Миколи Протасова та Олександра Поповича. Головним виконавцем вбивства слідство вважало генерала МВС Олексія Пукача, який перебував у розшуку. Замовників убивства Гонгадзе встановлено не було.
Зібрав докази про причетність Пукача до вбивства Гонгадзе й брав участь у його арешті слідчий Юрій Столярчук, який входив у слідчо-оперативну групу з розслідування цього резонансного вбивства. Саме в кабінеті Столярчука вперше затримали Пукача. Це відбулося в жовтні 2003-го. Тоді Пукачу інкримінували знищення документів служби зовнішнього спостереження, яка стежила за Гонгадзе.
У березні 2008 року Апеляційний суд Києва виніс вирок трьом виконавцям убивства журналіста (жоден з фігурантів справи обвинувачених повністю свою провину не визнав). Костенко й Попович отримали по 12 років в'язниці, Протасова було засуджено до 13 років тюремного ув'язнення. Пукача, який, за даними слідства, керував діями трьох міліціонерів, було затримано в липні 2009 року в Житомирській області.
29 січня 2013 року Олексія Пукача було засуджено до довічного ув'язнення. У вироку було зазначено, що Пукач отримав наказ убити Гонгадзе від тодішнього міністра внутрішніх справ Юрія Кравченка, який, за офіційною версією, покінчив життя самогубством у 2005 році. Після оголошення вироку Пукач заявив, що погодиться з ним лише в тому випадку, якщо в одній клітці з ним будуть Леонід Кучма й Володимир Литвин. Родина Гонгадзе переконана, що замовники вбивства залишилися безкарними.

## Викрадення і вбивство

Плакат з зображенням анфасом голови журналіста Георгія Гонгадзе

Увечері 16 вересня 2000 року журналіст і засновник інтернет-видання «Українська правда» Георгій Гонгадзе зник після того, як покинув квартиру Олени Притули, головного редактора цього ж видання. Останній раз Притула бачила його близько 22:30, коли він прямував додому до дружини й дітей. Відтоді Гонгадзе більше ніхто не бачив. Його обезголовлене тіло було знайдено 2 листопада 2000 року у неглибокій ямі приблизно за 100 км від Києва.

## Установлені деталі вбивства
Подробиці вбивства стали відомі з вироку Печерського суду Києва від 29 січня 2013 року. Згідно з матеріалами кримінальної справи, убивство було скоєно в ніч на 17 вересня 2000 року в лісі в Київській області співробітниками міліції Протасовим, Поповичем, Костенком і Пукачем.
Приблизно опівночі Попович, за вказівкою Пукача, неподалік від місця зупинки автомобіля, в якому перебував Гонгадзе, викопав лопатою яму, приблизною шириною 70 см і глибиною метр. У цей час Протасов та Костенко залишалися в службовому автомобілі Hyundai Sonata, утримуючи Гонгадзе. Далі Протасов, Костенко, Попович і Пукач вивели Гонгадзе, зняли з нього куртку, поклали на землю і зняли з нього черевики. Після цього Костенко зв'язав мотузкою руки й ноги Гонгадзе. Пукач, Протасов і Костенко віднесли пов'язаного Гонгадзе до викопаної ями й поклали обличчям вниз. Костенко, за вказівкою Пукача, обшукав Гонгадзе, забрав у нього з задньої кишені ключі й передав їх Пукачу.
Після цього його поклали обличчям догори. Гонгадзе почав просити не вбивати його. Пукач запхав до рота Гонгадзе хусточку і почав руками здавлювати його горло і шию, а Протасов тримав Гонгадзе за плечі. Оскільки так задушити Гонгадзе не вдалося, Попович витягнув зі штанів Гонгадзе ремінь та передав його Пукачу. Пукач накинув його на шию Гонгадзе, уперся коліньми в область грудей і почав затягувати. У цей час Протасов тримав Гонгадзе за праве плече, а Костенко за ноги. Гонгадзе набрав у легені повітря. За вказівкою Пукача, Попович для того, щоб змусити Гонгадзе видихнути повітря, завдав кілька ударів в область живота. Після отриманих ударів Гонгадзе видихнув. Через здавлювання шиї петлею з ременя, Гонгадзе був зламаний кадик. Почалися конвульсії. Протасов і Костенко тримали Гонгадзе за ноги до самої смерті.
Гонгадзе помер близько 01:00 17 вересня. Переконавшись, що він мертвий, Пукач, Протасов і Костенко скинули його тіло в яму. З метою приховати вчинення злочину, вони взяли з автомобіля каністру з бензином, облили тіло і підпалили. Коли вогонь згас, Пукач, Протасов, Костенко і Попович закидали яму з тілом землею і замаскували травою.
У жовтні 2000 року Пукач з метою приховати злочин ще раз прибув на місце поховання Гонгадзе, викопав його та відвіз до лісництва Таращанського району Київської області. За допомогою сокири він від'єднав голову, а потім закопав її та тіло й окремо.

## Касетний скандал
28 листопада 2000 року, через два місяці після зникнення Гонгадзе, Олександр Мороз поінформував парламент і журналістів про те, що він володіє таємними записами розмов президента Кучми і високопоставлених урядових чиновників, які проливають світло на вбивство Гонгадзе. За словами Мороза, у бесідах, записаних працівником служби охорони президента Миколою Мельниченком, беруть участь Кучма і його найближчі помічники — глава адміністрації президента Володимир Литвин, міністр внутрішніх справ Юрій Кравченко і голова СБУ Леонід Деркач, які обговорюють діяльність Гонгадзе і вирішують, що з ним робити.
Мороз заявив, що ці розмови дають підставу вважати, що президент причетний до зникнення Гонгадзе. Кучма відкинув причетність до зникнення Гонгадзе. Міжнародні експерти виявилися нездатними встановити автентичність записів. 29 січня 2013 року суд у справі Пукача вирішив, що свідчення Мельниченка і його записи не можуть бути доказом у справі про вбивство Гонгадзе.

## Початок розслідування
27 лютого 2001 року Генеральна прокуратура України визнала факт смерті Георгія Гонгадзе й порушила справу за статтею «Умисне вбивство».
У березні 2001 року в газеті Financial Times Джордж Сорос закликав президента Кучму тимчасово піти з посади й віддати владу Прем'єр-міністру України Вікторові Ющенку на час розслідування справи Гонгадзе.
15 травня 2001 року Кучма заявив, що знає імена вбивць. Наступного дня міністр внутрішніх справ Юрій Смирнов оголосив, що вбивство не має політичних мотивів і здійснено «з хуліганських спонукань» двома злочинцями, загиблими в грудні 2000 року.
3 вересня 2002 року генпрокуратура України визнала, що тіло, знайдене в Таращанському лісі, належить Георгію Гонгадзе.
У 2002—2003 роках розслідування загибелі Гонгадзе очолював заступник генпрокурора України Віктор Шокін, який ще тоді заявляв про причетність до вбивства журналіста співробітників МВС України.
22 жовтня 2003 року генеральний прокурор Святослав Піскун підписав ордер на арешт генерала міліції Олексія Пукача й оголосив, що розслідування наближається до завершення. Начальник департаменту зовнішнього спостереження МВС України генерал Пукач потрапив у поле зору прокуратури після того, як в ході розслідування з'ясувалося, що його підрозділ вів стеження за журналістом. Генерала затримали в його робочому кабінеті й висунули звинувачення в зловживанні владою, що викликало невдоволення президента Кучми; 29 жовтня останній звільнив генерального прокурора Святослава Піскуна та його заступника Шокіна; слідчу групу переформували, а Пукача випустили на свободу, зняли з нього всі звинувачення й відправили на пенсію. Генерала Пукача було звільнено з-під арешту в листопаді 2003 року й до 21 липня 2009 року він перебував у міжнародному розшуку.
У червні 2004 року британська газета The Independent опублікувала матеріали слідства, які містили свідчення заступника голови Управління по боротьбі з організованою злочинністю Київської області Ігоря Гончарова, заарештованого у 2003 році за звинуваченням у вбивстві інших осіб і померлого в ув'язненні в серпні того ж року, про те, що викрадення і вбивство Гонгадзе було здійснено підконтрольними бандитами за вказівкою МВС, а саме, за наказом міністра Юрія Кравченка від імені президента країни.

## Помаранчева революція й відновлення розслідування
У дні Помаранчевої революції в грудні 2004 року, Піскун оскаржив своє звільнення в суді, домігся відновлення на посаді генерального прокурора, привів з собою стару команду і відновив розслідування. Служба безпеки України оголосила в розшук Олексія Пукача, який, як повідомив Святослав Піскун, є ключовим підозрюваним і свідком у «справі Гонгадзе».
Сам новообраний президент України Віктор Ющенко не раз заявляв, що вважає «справою честі» покарання вбивць журналіста.
Генеральний прокурор Святослав Піскун оголосив, що за допомогу в затриманні вбивць правоохоронні органи готові виплатити 5 млн гривень (за тодішнім курсом — 620 тис. доларів). Заплатять також тому, хто знайде голову загиблого журналіста (поки що знайдено лише обезголовлене тіло). Одночасно співробітникам міліції, які визнаються в причетності до вбивства, обіцяна амністія. Таким чином прокуратура офіційно визнала, що до вбивства Георгія Гонгадзе, швидше за все, в тій чи іншій мірі причетні працівники міліції.
До відповідальності, проте, залучать не всіх. «Якщо вони не пов'язані безпосередньо з вбивством, я обіцяю, що вони залишаться на волі і у правоохоронних органах», — заявив новий міністр внутрішніх справ Юрій Луценко. «Ми даємо абсолютну гарантію недоторканності, захисту всіх прав людини, який нам допоможе розкрити вбивство Гонгадзе», — підтвердив Святослав Піскун. Луценко змінив весь керівний склад МВС і призначив службове розслідування за фактом незаконного негласного спостереження за журналістом.
1 березня 2005 року Віктор Ющенко офіційно заявив, що вбивці Георгія Гонгадзе затримані. Раніше, на думку президента, правоохоронні органи не могли розкрити вбивство Гонгадзе, оскільки «попередня влада не тільки не володіла політичною волею для його розкриття», але і була захистом для вбивць. За словами Віктора Ющенка, йому тепер стало зрозуміло, чому при попередньому Генеральному прокурорі країни Геннадія Васильєва вбивство не було розкрито, а слідча група по цій справі була розпущена.
Президент подякував всім співробітникам генпрокуратури, МВС і СБУ, які сприяли розкриттю справи. Віктор Ющенко зазначив, що десятки нерозкритих гучних вбивств «лежать плямою на Україні», додавши, що для нього «розкриття цих справ є одним із сенсів президентського життя». Саме тому він ухвалив рішення про формування Національного бюро розслідувань, яке займатиметься усіма гучними справами в країні.

## Загибель головного свідка
3 березня 2005 року генеральний прокурор України Святослав Піскун заявив, що його підлеглі мають намір на наступний ранок допитати колишнього главу МВС Юрія Кравченка. Депутат Верховної Ради Григорій Омельченко, голова парламентської комісії з розслідування резонансних справ, у той же день запропонував негайно заарештувати Кравченка, оскільки він «знаходиться на межі самогубства», а також колишнього начальника Служби безпеки України Леоніда Деркача і самого Леоніда Кучму.
Але до допиту Кравченко не дожив — 4 березня 2005 року він був знайдений мертвим на своїй дачі в елітному селищі Золоті ворота в Конча-Заспі під Києвом. Кравченко помер від двох вогнепальних поранень у голову. За заявою слідства, екс-міністр «покінчив життя самогубством».
Омельченко звинуватив Генерального прокурора в тому, що своїм публічним оголошенням про виклик Кравченка на допит він фактично підштовхнув до самогубства і знову запропонував заарештувати Кучму. Сам Кучма, який перебував на лікуванні та відпочинку в Карлових Варах (Чехія), заявив про свою непричетність до отруєння і повернувся в Київ, де дав свідчення у генпрокуратурі.
Комуністична партія України (КПУ) у Верховній Раді заявила, що Кравченко — вже не перший з осіб, причетних до минулої влади, які зникають або таємниче вмирають, як колишній міністр транспорту Георгій Кирпа (покінчив життя самогубством в грудні 2004). За їхньою інформацією, зникло не менше семи колишніх керівників МВС рівня заступників міністра та начальників управлінь. КПУ наполягало на затримання та ізоляції Кучми — щоб розслідувати політичні скандали, такі як смерть Гонгадзе, а також щоб зберегти життя самого Кучми.
Ющенка звинувачували у тому, що в ході виборчої кампанії він уклав угоду з Кучмою, що гарантує недоторканність екс-президента.

## Вирок трьом убивцям Гонгадзе
23 листопада 2005 року Апеляційний суд Києва прийняв до розгляду кримінальну справу за обвинуваченням Миколи Протасова, Валерія Костенко і Олександра Поповича у навмисному вбивстві журналіста Георгія Гонгадзе. Слухання пройшло в закритому режимі.
19 грудня 2005 року пройшло чергове слухання справи про вбивство Георгія Гонгадзе. Слухання пройшло в закритому режимі, що викликало критику з боку ЗМІ. Навіть Віктор Ющенко пообіцяв тоді, що звернеться до суду з проханням, «щоб ця процедура проходила відкрито, щоб там були журналісти і камери».
9 січня 2006 року Апеляційний суд Києва почав розгляд по суті кримінальної справи про вбивство журналіста Георгія Гонгадзе. Розгляд кримінальної справи було вирішено провести у відкритому режимі. Однак і це судове засідання відбувалося без присутності преси, оскільки зал виявився занадто малий. Присутні в приміщенні суду журналісти прорвалися в зал під час оголошеного головуючою суддею Іриною Григор'євою перерви. Представники ЗМІ відмовилися підкорятися вимозі конвою, покинути зал, заявляючи, що процес відкритий, тому вони мають повне право бути присутнім на слуханні. Конвоїри намагалися видворити журналістів силою, використовуючи гумові кийки.
Журналісти написали колективну заяву в міліцію з вимогою порушити кримінальну справу за фактом перешкоджання журналістській діяльності (ст. 171 КК України) з боку охороняв підсудних конвою. Було оголошено ще одну перерву, після чого колегія Судової палати у кримінальних справах Апеляційного суду міста Києва ухвалила рішення перенести розгляд справи про вбивство журналіста Георгія Гонгадзе на 23 січня. Причиною перенесення розгляду справи став гіпертонічний криз в одного з підсудних.
29 серпня 2006 року мати загиблого, Леся Гонгадзе заявила, що відмовляється від участі в подальших процесах, оскільки не довіряє ані ходу розслідування, ні суду.
12 червня 2007 року Апеляційний суд Києва продовжив розгляд справи про виконавців вбивства журналіста Георгія Гонгадзе у відкритому режимі.
25 червня 2007 року Апеляційний суд Києва продовжив розгляд справи про виконавців вбивства журналіста Георгія Гонгадзе у відкритому режимі. Планується, що засідання будуть проходити до 20 липня, а потім суд оголосить на деякий час перерву у справі. У вбивстві журналіста звинувачуються троє колишніх працівників Департаменту зовнішнього спостереження і кримінальної розвідки МВС Валерій Костенко, Микола Протасов і Олександр Попович. Ще один обвинувачений — колишній керівник згаданого департаменту МВС Олексій Пукач — знаходиться в розшуку.
15 березня 2008 року Апеляційний суд Києва засудив обвинувачених у вбивстві Георгія Гонгадзе Миколу Протасова до 13 років позбавлення волі, Валерія Костенка і Олександра Поповича до 12 років позбавлення волі; 8 липня того ж року Верховний суд України залишив вирок без зміни. Микола Протасов помер у Менській колонії у квітні 2015 року.

## Арешт і свідчення генерала Пукача
22 липня 2009 року затриманий напередодні українськими правоохоронними органами колишній керівник департаменту зовнішнього спостереження і кримінальної розвідки МВС України генерал Олексій Пукач визнав свою причетність до вбивства Георгія Гонгадзе і назвав імена замовників, згідно із заявою заступника голови Служби безпеки України Василя Грицака.
24 липня 2009 року Генеральна прокуратура України висунула Пукачу А. П. звинувачення у вбивстві Гонгадзе і низці інших злочинів, таких як викрадення Подольського та знищення документів. Слідчі перевіряють свідчення щодо місця перебування голови вбитого журналіста. Генеральний прокурор України Олександр Медведько заявив, що на той момент голову ще не знайшли, а також відмовився коментувати інформацію щодо замовників вбивства, пославшись на таємницю слідства.
28 липня 2009 року в селі Сухоліси (Білоцерківський район), на місці, вказаному під час допиту Олексієм Пукачом, були знайдені фрагменти черепа, який імовірно належать Георгію Гонгадзе; там же 31 липня експертами були знайдені гумові рукавички, в яких Олексій Пукач восени 2000 року міг обезголовлювати труп журналіста.
10 вересня 2010 року за даними видання «Дзеркало тижня», досудове слідство у справі за звинуваченням Олексія Пукача у вбивстві журналіста Георгія Гонгадзе закінчено. За даними ДТ, крім колишнього начальника департаменту зовнішнього спостереження МВС України Олексія Пукача інших обвинувачених немає.

Генпрокуратура України встановила, що наказ на вбивство Гонгадзе віддав міністр внутрішніх справ Юрій Кравченко.

…Приблизно 13-14 вересня 2000 року у своєму службовому кабінеті в місті Києві по вулиці Богомольця, 10 міністр внутрішніх справ Кравченко Ю. Ф. усно віддав начальнику ГУКП МВС України Пукачу А. П. явно злочинний наказ — вбити журналіста Гонгадзе Р. Р. для припинення у такий спосіб журналістської діяльності

## Справа проти Кучми
22 березня 2011 року заступник генерального прокурора Ренат Кузьмін заявив, що проти Леоніда Кучми порушено кримінальну справу за підозрою в причетності до вбивства Гонгадзе. Йому був обмежений виїзд за межі України. На наступний день він прибув на допит в генпрокуратуру, але відмовився від очної ставки з Миколою Мельниченком.
24 березня у Кучми була очна ставка з Олексієм Пукачем, після якої йому були висунуті звинувачення. За його словами, обвинувачення базується на плівках та свідченнях Миколи Мельниченка та Олександра Мороза. 4 квітня все-таки відбулася очна ставка Кучми і Мельниченка. 26 квітня було оголошено про завершення розслідування.
21 жовтня 2011 року Конституційний суд України оприлюднив рішення, згідно з яким обвинувачення у скоєнні злочину не може ґрунтуватися на даних, отриманих незаконним шляхом. 14 грудня того ж року Печерський суд Києва скасував постанову генпрокуратури про порушення кримінальної справи щодо Кучми, визнавши порушення справи незаконним.

## Вирок Пукачу
29 січня 2013 року Олексій Пукач засуджений до довічного позбавлення волі за вбивство Георгія Гонгадзе. У вироку було зазначено, що Пукач частково визнав свою провину: він повідомив, що отримав наказ вести спостереження і вбити Гонгадзе від тодішнього міністра внутрішніх справ України Юрія Кравченка.
Тим не менш, Пукач заявив, що смерть Гонгадзе була нещасним випадком. За його словами, він накинув ремінь на шию журналісту, щоб налякати, а смерть була нещасним випадком, оскільки ремінь випадково переламав хрящ на шиї Гонгадзе. Після оголошення вироку Пукач заявив, що погодиться з ним лише в тому випадку, якщо в одній клітці з ним виявляться Леонід Кучма і Володимир Литвин.
Представник інтересів вдови Мирослави Гонгадзе Валентина Теличенко заявила, що має намір наполягати на розслідуванні в подальшому справи проти екс-глави МВС Юрія Кравченка. Мати журналіста Леся Гонгадзе назвала вирок «великою крапкою з кінцями у воду» — «щоб ніхто і ніколи не зміг назвати замовників, які насправді хотіли знищити» її сина.
ОБСЄ і США закликали українську владу знайти замовників вбивства.